# Henry Stöhr
Henry Stöhr (Reichenbach, RDA, 1 de junio de 1960) es un deportista alemán que compitió en judo. Hasta 1990 representaba a Alemania Oriental (RDA).
Participó en dos Juegos Olímpicos de Verano en los años 1988 y 1992, obteniendo una medalla de plata en la edición de Seúl 1988 en la categoría de +95 kg. Ganó tres medallas en el Campeonato Mundial de Judo entre los años 1983 y 1993, y seis medallas en el Campeonato Europeo de Judo entre los años 1982 y 1993.

## Palmarés internacional
| Representando a la RDA   |                        |                   |           |
| Juegos Olímpicos         |                        |                   |           |
| Año                      | Lugar                  | Medalla           | Categoría |
| 1988                     | Seúl (Corea del Sur)   | Medalla de plata  | +95 kg    |
| Campeonato Mundial       |                        |                   |           |
| Año                      | Lugar                  | Medalla           | Categoría |
| 1983                     | Moscú ( URSS)          | Medalla de bronce | +95 kg    |
| 1987                     | Essen (RFA)            | Medalla de bronce | Abierta   |
| Campeonato Europeo       |                        |                   |           |
| Año                      | Lugar                  | Medalla           | Categoría |
| 1982                     | Rostock (RDA)          | Medalla de oro    | +95 kg    |
| 1986                     | Belgrado (Yugoslavia)  | Medalla de oro    | Abierta   |
| 1986                     | Belgrado (Yugoslavia)  | Medalla de plata  | +95 kg    |
| 1988                     | Pamplona (España)      | Medalla de bronce | +95 kg    |
| Representando a Alemania |                        |                   |           |
| Campeonato Mundial       |                        |                   |           |
| Año                      | Lugar                  | Medalla           | Categoría |
| 1993                     | Hamilton (Canadá)      | Medalla de plata  | Abierta   |
| Campeonato Europeo       |                        |                   |           |
| Año                      | Lugar                  | Medalla           | Categoría |
| 1991                     | Praga (Checoslovaquia) | Medalla de oro    | +95 kg    |
| 1993                     | Atenas (Grecia)        | Medalla de bronce | Abierta   |